# Jean-Claude Mourlevat
Jean-Claude Mourlevat (geboren 22. März 1952 in Ambert) ist ein französischer Kinderbuchautor.

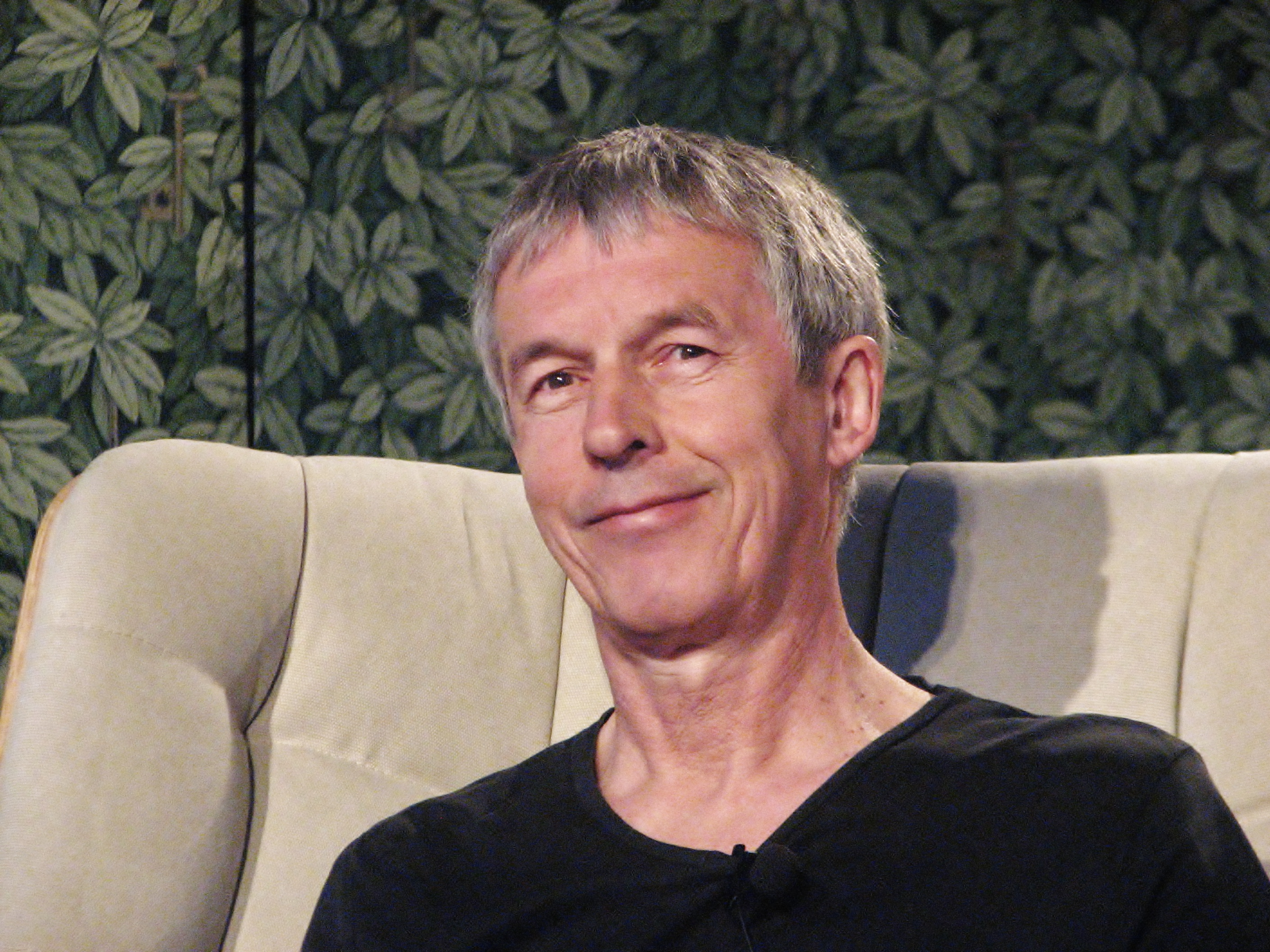
Jean-Claude Mourlevat (2015)

## Leben
Jean-Claude Mourlevat studierte in Straßburg, Toulouse, Stuttgart, Bonn und Paris. Er arbeitete als Lehrer in Frankreich und Deutschland und verlegte sich dann aufs Theater und trat mit den Solo-Programmen Anatole (1987) und Guedoulde (1990) mehr als 1200 Mal auf. Er inszenierte Dramen von Brecht, Cocteau und Shakespeare. Er fertigte eine Neuübersetzung von Hänsel und Gretel ins Französische.
1998 kam sein erstes Kinderbuch heraus, und er schreibt seither als freier Schriftsteller Kinder- und Jugendliteratur. 2015 veröffentlichte er zusammen mit Anne-Laure Bondoux einen Roman für ein erwachsenes Lesepublikum. Mourlevat erhielt verschiedene Literaturpreise und 2021 den hochdotierten Astrid Lindgren Memorial Award (ALMA).
Mourlevat hat zwei Kinder und lebt mit seiner Familie in der Nähe von Saint-Étienne.

## Werke (Auswahl)
- La Balafre, 1998
- A comme voleur, 1997
- Le jeune loup qui n'avait pas de nom, 1998
- Kolos et les quatre voleurs, 1998
- L'Enfant océan, 1999
- La Rivière à l'envers 1ère partie: Tomek, 2000
  - Der Fluss, der rückwärts fließt: Tomek. Übersetzung Tobias Scheffel. Hamburg : Carlsen, 2007
- Regarde bien, 2001
- La rivière à l'envers 2ème partie: Hannah, 2002
  - Der Fluss, der rückwärts fließt: Hannah. Übersetzung Tobias Scheffel. Hamburg : Carlsen, 2007
- L'homme qui ne possédait rien, 2002
- Je voudrais rentrer à la maison, 2002
- La Ballade de Cornebique, 2003
- L'Homme à l'oreille coupée, 2003
- L'homme qui levait les pierres, 2004
- La Troisième Vengeance de Robert Poutifard, 2004
- Histoire de l'enfant et de l'œuf, 2005
- Sous le grand banian, 2005
- Le Combat d'hiver, 2006
  - Winterspiele. Übersetzung Bettina Bach. München : cbt, 2010
- La Prodigieuse Aventure de Tillmann Ostergrimm, 2007
- Les Billes du diable, 2008
- Le Chagrin du roi mort, 2009
- Terrienne, 2011
- Silhouette, 2013
- Sophie Scholl: "Non á la lâcheté". Arles : Actes Sud, 2013
  - Sophie Scholl – "Nein zur Feigheit". Übersetzung Carolin Wiedemeyer. Köln : Anaconda, 2014
- Anne-Laure Bondoux, Jean-Claude Mourlevat: Et je danse, aussi. Fleuve Editions, 2015
  - Anne-Laure Bondoux, Jean-Claude Mourlevat: Lügen Sie, ich werde Ihnen glauben : Roman. Übersetzung Ina Kronenberger. Wien : Zsolnay, 2016 (auch unter dem Titel Hilft auch bei Liebeskummer)
- Jefferson. Gallimard, 2018
  - Jefferson. Illustrationen Antoine Ronzon. Übersetzung Edmund Jacoby. Berlin : Jacoby & Stuart, 2020
- La Chambre de Jo. Gallimard, 2020
- Jefferson fait de son mieux. Gallimard, 2022